# Desorientação espacial
Na aeronáutica, a desorientação espacial é uma condição gravíssima, onde um piloto não sabe a sua localização pela perda de referências visuais do ambiente externo, ocasionando a incapacidade de interpretar corretamente movimentos, causando confusão, criando falsas sensações, o que eventualmente pode ocasionar um acidente fatal.
A desorientação espacial, é responsável por cerca de 10% de todos os acidentes envolvendo aeronaves. O conceito da mesma, é que, para a correta noção da localização, o corpo depende do aparelho vestibular, visão, músculos e outros. 
Durante um voo sob condições de regras visuais (VFR), o piloto deve a todo momento observar sua posição em relação ao mundo externo, para manter sua aeronave em rota. Durante o cenário da desorientação, o piloto geralmente, está sobre condições meteorológicas desfavoráveis, sejam elas chuva, teto baixo, neblina, neve ou até mesmo, em uma noite escura. Nessas condições, o piloto perde completamente a visualização do exterior, entrando na condição de perda de visibilidade (chamada de loss of visibility), ocasionando movimentos errados nos controlos, e eventualmente, queda incontrolável.
A maneira de se evitar a desorientação espacial é o correto treinamento da tripulação, seguido de controlo das condições meteorológicas locais.